# Enrico Pedrotti
Enrico Pedrotti (* 1. März 1905 in Trient; † 31. März 1965 in Bozen) war ein italienischer Fotograf, der überwiegend im Trentino und Südtirol aktiv war.

## Ausbildung und Entwicklung
Seine Ausbildung zum Fotografen machte er beim Atelierfotografen Giuseppe Brunner; danach fand er beim Trentiner Fotografen Tenuti Anstellung. 1929 gründete Pedrotti gemeinsam mit zwei Brüdern ein auf Sportfotografie spezialisiertes Studio; alpine Sportarten standen im Mittelpunkt ihres Schaffens. Enrico war gleichzeitig in der experimentellen Fotografie tätig; bis heute sind seine im Stil des Futurismus gehaltenen Werke anerkannt. Er wirkte zusammen mit dem Futuristen Fortunato Depero. Pedrottis Fotos wurden bekannt vor allem für ihre Lichtregie; der Autor galt als Wegbereiter der Lichtgestaltung.
Im Jahr 1937 trennte sich Enrico Pedrotti vom Familienunternehmen und eröffnete in Bozen ein eigenes Atelier. Er erfüllte Porträt-Aufträge und machte Fotos im Industrie- und Werbebereich. Neben seiner professionellen Porträtfotografie verfasste er theoretische Texte zur Fotografie.

## Filme
1938 nahm er den Kurzfilm Tecnica di roccia („Klettertechniken im Felsgelände“) und 1953 Monologo sul sesto grado („Monolog über den sechsten Schwierigkeitsgrad“) auf.

## Politischer Widerstand gegen Mussolini
Nach dem 8. September 1943 schloss sich Enrico Pedrotti (mit Kampfnamen Marco) dem Widerstand in Molveno an. In Bozen geriet Pedrotti in die Hände der Faschisten und wurde dort inhaftiert. Er überstand Folter und Entbehrungen. Seinen nach der Freilassung gezeugten Sohn nannte er Marco.
Der SAT-Chor (unter der Leitung von Mauro Pedrotti) gab anlässlich seines hundertsten Geburtstages in Bozen ein Konzert.

## Würdigungen
Die Foto-Zeitschrift Luci ed Ombre („Licht und Schatten“) brachte 1934 einen ersten Bericht über Pedrotti; 1935 erhielt er den Ersten Platz bei einem Fotowettbewerb von Zeiss-Ikon in Dresden. 1943 folgten Publikationen über ihn in Fotografia. Prima rassegna dell'attività fotografica in Italia. Mehrere Ausstellungen wurden ihm posthum gewidmet, sowie Erwähnungen in historischen Darstellungen des Films. Eine Ausstellung in London im Jahr 2001 zeigte Pedrotti's Skier; das Foto wurde von Kritiker Tom Rosenthal als „pure aesthetic photography“ beschrieben.